# 原美穂
原 美穂（はら みほ、1967年9月17日 - ）は、青山学院大学陸上競技部男子長距離ブロック監督・原晋の妻。現在は同陸上部・町田寮（東京都町田市）の寮母として居住中。青学大の男子駅伝ランナー達を生活面や食事面などで支えており、テレビ番組等のマスメディアでもよく取り上げられている。

## 概要
広島県広島市出身。大学卒業後は証券会社に就職し、晋と出会い結婚する。
2004年に、夫の青山学院大学陸上競技部監督への就任と同時に陸上競技部の寮母になるが、それまで夫が陸上競技をやっていたことも知らなかった。自身は陸上競技には興味もなく、箱根駅伝をテレビ観戦したこともなかった。当時は夫が会社員を辞め、監督になることに反対していた。最初は「寮に居るだけでいい」と言われており、学生と関わらずに生活できたが、会うとよそよそしい感じになることを負担に感じて、暇だからできることを探して仕事をするようになる。
食事について、当初はケータリングを取って好きなものだけを食べていたが、野菜や煮物が残されていたり、コンビニエンスストアで好きなものを買ってきて食事をしていた者もいたりしたため、これでは良くないと思い、全員がそろって食卓について、残してはいけないことにした。選手達は食事の時間をコミュニケーションの時間とすることで、効率的に練習をできるようになった。また、月に1度席替えをして、いろいろな人と話すようにすることで、全体のチームワークに繋がるとしている。
青山学院大学陸上競技部は、2009年には33年ぶりに箱根駅伝に出場、2015年には箱根駅伝で初優勝を果たした。

## 出演
- 2015年
  - 2月20日 - 中居正広の金曜日のスマたちへ（TBS系列）
  - 2月23日 - 人生が変わる1分間の深イイ話 アスリートは本当に幸せなのか?SP（日本テレビ系列）[7]
  - 5月2日 - 夏目と右腕 「青学陸上部とヴィッセル神戸の寮母」（テレビ朝日系列）[7]
  - 5月10日 - 真相報道 バンキシャ!（日本テレビ系列）[7]
  - 5月31日 - 中居正広のスポーツ!号外スクープ狙います!（テレビ朝日系列）[7]
- 2016年
  - 2月28日 - 東京マラソン2016 あの人に走って大好き届けますSP（日本テレビ系列）[7]
  - 2月28日 - 真相報道 バンキシャ! （日本テレビ系列）[7]
- 2017年
  - 3月11日 - ジョブチューン いま話題のプロフェッショナルのヒミツぶっちゃけSP!（TBS系列）[7]
  - 3月14日 - 徹子の部屋 青山学院・原監督夫妻[7]
  - 4月1日 - 土曜スペシャル「いい旅・夢気分スペシャル」～大切な人とめぐる春の絶景旅～（テレビ東京系列）
  - 4月30日 - 明石家さんまの転職DE天職6 年収上がった?今幸せ?転職人生を選んだ人たちに禁断質問（日本テレビ系列）[7]
  - 11月27日 - プロフェッショナル 仕事の流儀「夫婦の流儀スペシャル」[解]（NHK総合テレビ）[7]
- 2018年
  - 1月4日 - 一流有名人の側近から学ぶ驚きの処世術!ソッキング（中京テレビ放送）[7]
  - 1月7日 - もうひとつの箱根駅伝（日本テレビ系列）[7]
  - 5月29日 - ごごナマ おしゃべり日和「原晋監督 箱根駅伝 勝利のメソッドと秘密の私生活」（NHK総合テレビ）[7]
  - 9月30日 - ジャンクSPORTS 現役アスリートを支える奥様大集合!禁断のプライベート（フジテレビ系列）[7]
- 2019年
  - 6月22日 - 炎の体育会TV 箱根駅伝!青学レジェンド軍が心臓破りの坂激走SP（TBS系）[7]
  - 7月23日 - 教えてもらう前と後 クイズ!夏野菜の選び方 得する!冷凍パワー・タオル洗濯（TBS系）[7]
- 2020年
  - 1月25日 - 炎の体育会TV 箱根優勝!青学駅伝部がTBSでも絶対に勝つぞ…激走SP（TBS系）[7]
  - 5月28日 - ダウンタウンDX 霜降り&千原ジュニアなど芸能人のこだわり自粛生活SP!（日本テレビ系列）[7]
  - 7月20日 - ヒルナンデス!（日本テレビ系列）[7]
  - 12月12日 - 世界一受けたい授業（日本テレビ系列）[7]
- 2021年
  - 1月30日 - 炎の体育会TV 箱根復路優勝!青学駅伝部が赤坂TBS激走&巨人軍参戦（TBS系）[7]
  - 2月9日 - ごごナマ「コロナ太りにご用心!“(1)肥満は万病のもと”」（NHK総合テレビ）[7]
- 2022年
  - 1月4日 - news every.（日本テレビ系列）[7]
  - 1月29日 - 炎の体育会TV 青学駅伝部緊急参戦…VS自転車で大激走!箱根の感動再び（TBS系）[7]
  - 3月11日 - 中居正広の金スマ 3時間夫婦の愛SP・女子1000人ギモン!内田篤人&青学原監督（TBS系）[7]
  - 7月5日 - 夏の超特大踊る!さんま御殿!! 浴衣女が火花バチバチ&激アツ家族集合SP（日本テレビ系列）[7]
- 2023年
  - 1月21日 - 炎の体育会TV 青学駅伝チームVS箱根駅伝出場大学出身校タレント!ごぼう抜き対決!（TBS系）[7]
  - 1月28日 - クイズ!倍買（TBS系）[7]
  - 1月28日 - 今夜はナゾトレ 清水寺!USJ!伊勢神宮!夏に行きたい観光名所ベスト20（フジテレビ系列）[7]
- 2024年
  - 1月6日 - 情報7daysニュースキャスター（TBS系）[7]
  - 1月22日 - しゃべくり007（日本テレビ系列）[7]

## 著書
- フツーの主婦が、弱かった青山学院大学陸上競技部の寮母になって箱根駅伝で常連校になるまでを支えた39の言葉（アスコム・出版）[8]

## CM
- キッチン泡ハイター（花王）[9]